# Moara Vlăsiei
Moara Vlăsiei is een gemeente in het Roemeense district Ilfov en ligt in de regio Muntenië in het zuidoosten van Roemenië. De gemeente telt 5626 inwoners (2005).

## Geografie
De oppervlakte van Moara Vlăsiei bedraagt 67 km², de bevolkingsdichtheid is 84 inwoners per km².
De gemeente bestaat uit de volgende dorpen: Moara Vlăsiei, Căciulați.

## Politiek
De burgemeester van Moara Vlăsiei is Ion Radu (PD).

## Geschiedenis
In 1622 werd Moara Vlăsiei officieel erkend.